# Liste des cavités naturelles les plus longues de Saône-et-Loire
La liste des cavités naturelles les plus longues de  Saône-et-Loire recense, sous forme de tableau(x), les cavités souterraines naturelles connues dans ce département français, dont le développement est supérieur ou égal à cinquante mètres.
La communauté spéléologique considère qu'une cavité souterraine naturelle n'existe vraiment qu'à partir du moment où elle est « inventée » c'est-à-dire découverte (ou redécouverte), inventoriée, topographiée et publiée. Bien sûr, la réalité physique d'une cavité naturelle est la plupart du temps bien antérieure à sa découverte par l'homme ; cependant tant qu'elle n'est pas explorée, mesurée et révélée, la cavité naturelle n'appartient pas au domaine de la connaissance partagée.
La liste spéléométrique des 41 plus longues cavités naturelles de  Saône-et-Loire (≥ cinquante mètres) est actualisée à fin décembre 2019.
La plus longue cavité souterraine naturelle répertoriée dans le département de  Saône-et-Loire est « la grotte de Mazenay », sur les communes de Saint-Sernin-du-Plain, Créot et Change (cf. ligne 1 du tableau ci-dessous).
| \| Histogramme de la répartition des plus longues cavités naturelles de Saône-et-Loire par classe de développement -- Les 41 cavités citées fin 2019 sont réparties en 4 classes de développement -- \| \| \| \| \| \| \| \| \| \| \| \| \| \| \| classe I >= 5 000 m 1 cavité[s] \| classe II >= 2 000 m et < 5 000 m 0 cavités \| classe III >= 1 500 m et < 2 000 m 1 cavités \| classe IV >= 50 m et < 1 500 m 39 cavités \| \| |                                 |                                             |                                              |                                           |  |
| Le graphique qui aurait dû être présenté ici ne peut pas être affiché car il utilise l'ancienne extension Graph, désactivée pour des questions de sécurité. Des indications pour créer un nouveau graphique avec la nouvelle extension Chart sont disponibles ici . |                                 |                                             |                                              |                                           |  |
| Histogramme de la répartition des plus longues cavités naturelles de Saône-et-Loire par classe de développement -- Les 41 cavités citées fin 2019 sont réparties en 4 classes de développement -- |                                 |                                             |                                              |                                           |  |
| |                                 |                                             |                                              |                                           |  |
| | classe I >= 5 000 m 1 cavité[s] | classe II >= 2 000 m et < 5 000 m 0 cavités | classe III >= 1 500 m et < 2 000 m 1 cavités | classe IV >= 50 m et < 1 500 m 39 cavités |  |

## Cavités de Saône-et-Loire (France) de développement supérieur à5 000 mètres
1 cavité est recensée dans cette « classe I » au 31 décembre 2019.
| Réf. | Cavité (autres noms) | Commune                               | Massif ou zone | Coordonnées (WGS 84)        | Développe. (mètres) | Dénivel. (mètres) | Sources ou références                                                            | Mise à jour |
| ---- | -------------------- | ------------------------------------- | -------------- | --------------------------- | ------------------- | ----------------- | -------------------------------------------------------------------------------- | ----------- |
| 1    | Grotte de Mazenay    | Saint-Sernin-du-Plain, Créot & Change | Couchois       | 46° 54′ 16″ N, 4° 35′ 45″ E | +008 615, m         | +0075, m          | Clan des tritons, Sous le Plancher n°14, Jean-Philippe Grancolas & LSB Info n°40 | 2011-12     |

## Cavités de Saône-et-Loire (France) de développement compris entre2 000 mètreset4 999 mètres
Aucune cavité n'est recensée dans cette « classe II » au 31 décembre 2019.

## Cavités de Saône-et-Loire (France) de développement compris entre1 500 mètreset1 999 mètres
1 cavité est recensée dans cette « classe III » au 31 décembre 2019.
| Réf. | Cavité (autres noms)   | Commune    | Massif ou zone   | Coordonnées (WGS 84)        | Développe. (mètres) | Dénivel. (mètres) | Sources ou références                                       | Mise à jour |
| ---- | ---------------------- | ---------- | ---------------- | --------------------------- | ------------------- | ----------------- | ----------------------------------------------------------- | ----------- |
| 2    | Source de la Goutteuse | Saint-Boil | Côte chalonnaise | 46° 38′ 47″ N, 4° 41′ 30″ E | +001 520, m         | +0015, m          | bourgogne-nature.fr & Spelunca n°94 & Sous le Plancher n°14 | 2017-01     |

## Cavités de Saône-et-Loire (France) de développement compris entre50 mètreset1 499 mètres
39 cavités sont recensées dans cette « classe IV » au 31 décembre 2019.
| Réf. | Cavité (autres noms)              | Commune                   | Massif ou zone   | Coordonnées (WGS 84)        | Développe. (mètres) | Dénivel. (mètres) | Sources ou références                          | Mise à jour |
| ---- | --------------------------------- | ------------------------- | ---------------- | --------------------------- | ------------------- | ----------------- | ---------------------------------------------- | ----------- |
| 3    | Source de la Balme de Rizerolles  | Azé                       | Mâconnais        | 46° 26′ 22″ N, 4° 45′ 36″ E | +001 256, m         | +0017, m          | Spelunca n°123                                 | 2012-03     |
| 4    | Grotte de Tranquiou n° 1          | Cruzille                  | Mâconnais        | 46° 30′ 33″ N, 4° 47′ 15″ E | +001 131, m         | +0034, m          | Sous le Plancher n°7                           | 2015-06     |
| 5    | Grottes de Blanot                 | Blanot                    | Mâconnais        | 46° 29′ 07″ N, 4° 44′ 43″ E | +000700, m          | +0057, m          | Spéléométrie de la France                      | 2011-04     |
| 6    | Puits de la Gare de Saint-Julien  | Changy                    | Charolais        | 46° 23′ 22″ N, 4° 14′ 58″ E | +000673, m          | +0013, m          | Spéléométrie de la France                      | 2012-03     |
| 7    | Source de Chadzeau                | Oudry                     | Charolais        | 46° 35′ 12″ N, 4° 11′ 35″ E | +000630, m          | +0006, m          | Sous le Plancher n°15                          | 2015-06     |
| 8    | Rivière souterraine de Créot      | Créot                     | Couchois         | 46° 54′ 28″ N, 4° 36′ 52″ E | +000470, m          | +0005, m          | Spéléométrie de la France                      | 2015-06     |
| 9    | Grotte de la balme de Rochebin    | Azé                       | Mâconnais        | 46° 26′ 22″ N, 4° 45′ 34″ E | +000436, m          | +0022, m          | Lionel Barriquand                              | 2015-06     |
| 10   | Gueule du Loup                    | Bissy-la-Mâconnaise       | Mâconnais        | 46° 28′ 57″ N, 4° 47′ 09″ E | +000403, m          | +0013, m          | Spéléométrie de la France                      | 2003-05     |
| 11   | Fontaine de Cortevaix             | Cortevaix                 | Clunisois        | 46° 32′ 17″ N, 4° 38′ 16″ E | +000320, m          | +0011, m          | Sous le Plancher n°8                           | 2012-03     |
| 12   | Grotte du Rabot                   | Chassey-le-Camp           | Côte chalonnaise | 46° 53′ 38″ N, 4° 42′ 40″ E | +000305, m          | +0018, m          | Spéléométrie de la France                      | 2010-01     |
| 13   | Puits des Miracles                | Curtil-sous-Burnand       | Côte chalonnaise | 46° 34′ 55″ N, 4° 37′ 13″ E | +000240, m          | +0002, m          | Spéléométrie de la France                      | 2010-01     |
| 14   | Grotte du Tranquiou n° 2          | Cruzille                  | Mâconnais        | 46° 30′ 37″ N, 4° 47′ 12″ E | +000235, m          | +0016, m          | Spéléométrie de la France                      | 2012-03     |
| 15   | Gouffre d'Uriane                  | Péronne                   | Mâconnais        | 46° 25′ 55″ N, 4° 49′ 12″ E | +000230, m          | +0050, m          | CDS 71, Spéléo magazine & Spéléo-dossiers n°43 | 2022-01     |
| 16   | Grotte des Furtins                | Berzé-la-Ville            | Mâconnais        | 46° 22′ 03″ N, 4° 41′ 43″ E | +000200, m          | +0017, m          | Spéléométrie de la France                      | 2015-06     |
| 17   | Grotte d'En Charmille             | Ozenay                    | Mâconnais        | 46° 31′ 22″ N, 4° 51′ 23″ E | +000200, m          | +0040, m          | CDS 71                                         | 2012-03     |
| 18   | Source de l’Useroble              | Oyé                       | Charolais        | 46° 19′ 33″ N, 4° 11′ 13″ E | +000150, m          | +0004, m          | Spéléométrie de la France                      | 2011-04     |
| 19   | Grotte du Tunnel de Saint-Gengoux | Saint-Gengoux-de-Scissé   | Mâconnais        | 46° 27′ 39″ N, 4° 45′ 55″ E | +000150, m          | +0019, m          | Lionel Barriquand & CDS 71                     | 2015-06     |
| 20   | Grotte du Verdeau                 | Mancey                    | Mâconnais        | 46° 34′ 02″ N, 4° 49′ 32″ E | +000141, m          | +0009, m          | Sous le Plancher n°14                          | 2015-06     |
| 21   | Grotte de Tilly                   | Saint-Aubin-en-Charollais | Charolais        | 46° 29′ 24″ N, 4° 11′ 56″ E | +000134, m          | +0005, m          | Spéléométrie de la France                      | 2015-06     |
| 22   | Grotte de la Croix Blanche n° 4   | Milly-Lamartine           | Mâconnais        | 46° 21′ 27″ N, 4° 41′ 48″ E | +000125, m          | +0006, m          | Spéléométrie de la France                      | 2012-03     |
| 23   | Source de la Doue                 | Vers                      | Mâconnais        | 46° 35′ 00″ N, 4° 50′ 47″ E | +000110, m          | +0014, m          | Spéléométrie de la France                      | 2015-06     |
| 24   | Beurne aux Griffures              | Martailly-lès-Brancion    | Mâconnais        | 46° 33′ 00″ N, 4° 47′ 54″ E | +000108, m          | +0006, m          | Sous le Plancher n°13                          | 2015-06     |
| 25   | Grotte de la Croix Blanche n° 2   | Milly-Lamartine           | Mâconnais        | 46° 21′ 28″ N, 4° 41′ 47″ E | +000106, m          | +0018, m          | Spéléométrie de la France                      | 2015-06     |
| 26   | Grotte des Chiens                 | Pierreclos                |                  | 46° 20′ 46″ N, 4° 40′ 58″ E | +0 00094, m         | +0000, m          | Spéléométrie de la France                      | 2000-00     |
| 27   | Source du Bonnetin                | Mâcon                     | Mâconnais        | 46° 21′ 31″ N, 4° 49′ 37″ E | +0 00090, m         | +0000, m          | Spéléométrie de la France                      | 2000-00     |
| 28   | Grotte de la Montagne de Cras     | Milly-Lamartine           | Mâconnais        | 46° 20′ 51″ N, 4° 41′ 00″ E | +0 00090, m         | +0000, m          | Sous le Plancher n°14                          | 2000-00     |
| 29   | Grotte des Neveux                 | Oyé                       | Charolais        | 46° 20′ 08″ N, 4° 11′ 00″ E | +0 00088, m         | +0000, m          | Sous le Plancher n°14                          | 2000-00     |
| 30   | Grotte de Culles-les-Roches       | Culles-les-Roches         |                  | 46° 39′ 15″ N, 4° 39′ 18″ E | +0 00085, m         | +0000, m          | Spéléométrie de la France                      | 2000-00     |
| 31   | Grotte du Bois de la Roche n° 2   | Prissé                    |                  | 46° 19′ 44″ N, 4° 43′ 30″ E | +0 00070, m         | +0000, m          | Spéléométrie de la France                      | 2000-00     |
| 32   | Grotte du Mont Rome-Château n° 1  | Saint-Sernin-du-Plain     | Couchois         | 46° 54′ 05″ N, 4° 36′ 37″ E | +0 00068, m         | +0000, m          | Spéléométrie de la France                      | 2000-00     |
| 33   | Four du Mont du Tartre            | Bissy-sur-Fley            |                  |                             | +0 00066, m         | +0000, m          | Spéléométrie de la France                      | 2000-00     |
| 34   | Grotte des Tasnières              | Vergisson                 |                  | 46° 18′ 32″ N, 4° 43′ 36″ E | +0 00065, m         | +0000, m          | Spéléométrie de la France                      | 2000-00     |
| 35   | Source de Corcelle                | Charolles                 | Charolais        | 46° 27′ 07″ N, 4° 17′ 08″ E | +0 00060, m         | +0000, m          | Spéléométrie de la France                      | 2000-00     |
| 36   | Gouffre de la Beutte Chaude       | Vergisson                 |                  | 46° 18′ 50″ N, 4° 42′ 54″ E | +0 00060, m         | +0000, m          | Spéléométrie de la France                      | 2000-00     |
| 37   | Source de Chaponnière             | Sennecey-le-Grand         |                  | 46° 37′ 02″ N, 4° 52′ 07″ E | +0 00060, m         | +0000, m          | Spéléométrie de la France                      | 2000-00     |
| 38   | Fissure de Roche-Coche            | Berzé-la-Ville            | Mâconnais        | 46° 21′ 51″ N, 4° 42′ 18″ E | +0 00052, m         | +0000, m          | Spéléométrie de la France                      | 2000-00     |
| 39   | Grotte de la Roche d'Aujoux       | Étrigny                   |                  | 46° 34′ 47″ N, 4° 49′ 03″ E | +0 00052, m         | +0008, m          | Sous le Plancher n°12                          | 2000-00     |
| 40   | Perte de la Nicaise               | Champlecy                 |                  | 46° 28′ 03″ N, 4° 13′ 22″ E | +0 00050, m         | +0000, m          | Spéléométrie de la France                      | 2000-00     |
| 41   | Grotte de la Cave                 | Azé                       | Mâconnais        | 46° 26′ 21″ N, 4° 45′ 44″ E | +0 00050, m         | +0000, m          | Spéléométrie de la France                      | 2000-00     |